# Katharina Hamann
Katharina Hamann (* 17. September 1988) ist eine deutsche Skeletonpilotin.
Katharina Hamann begann 2002 mit dem Skeletonfahren. Die Ilsenburgerin, die für den BSR Oberhof startet, wird von Frank Schwarz und Jens Müller trainiert. Schon 2002 startete sie im Alter von 15 Jahren erstmals bei einer Deutschen Skeleton-Meisterschaft und belegte in Winterberg den 15. Rang. Ihr erstes internationales Rennen fuhr Hamann im Dezember 2005 im Rahmen des Skeleton-Europacups in Königssee (13.). Ihre bislang besten Ergebnisse erreichte sie in der Saison 2007/08. Nachdem sie in St. Moritz hinter Bella Sterlikowa Zweite wurde und ihr bislang bestes Ergebnis in einem Einzelrennen erreichte, wurde sie bei den beiden folgenden Rennen in Winterberg jeweils Dritte. Auch in der Gesamtwertung des Wettbewerbs belegte sie wie in St. Moritz hinter Sterlikowa den zweiten Rang.